# Scunthorpe United F.C.
Scunthorpe United Football Club – angielski klub piłkarski z miasta Scunthorpe w północno-wschodniej Anglii. Zespół występuje obecnie w rozgrywkach National League.